# Varna (Ý)

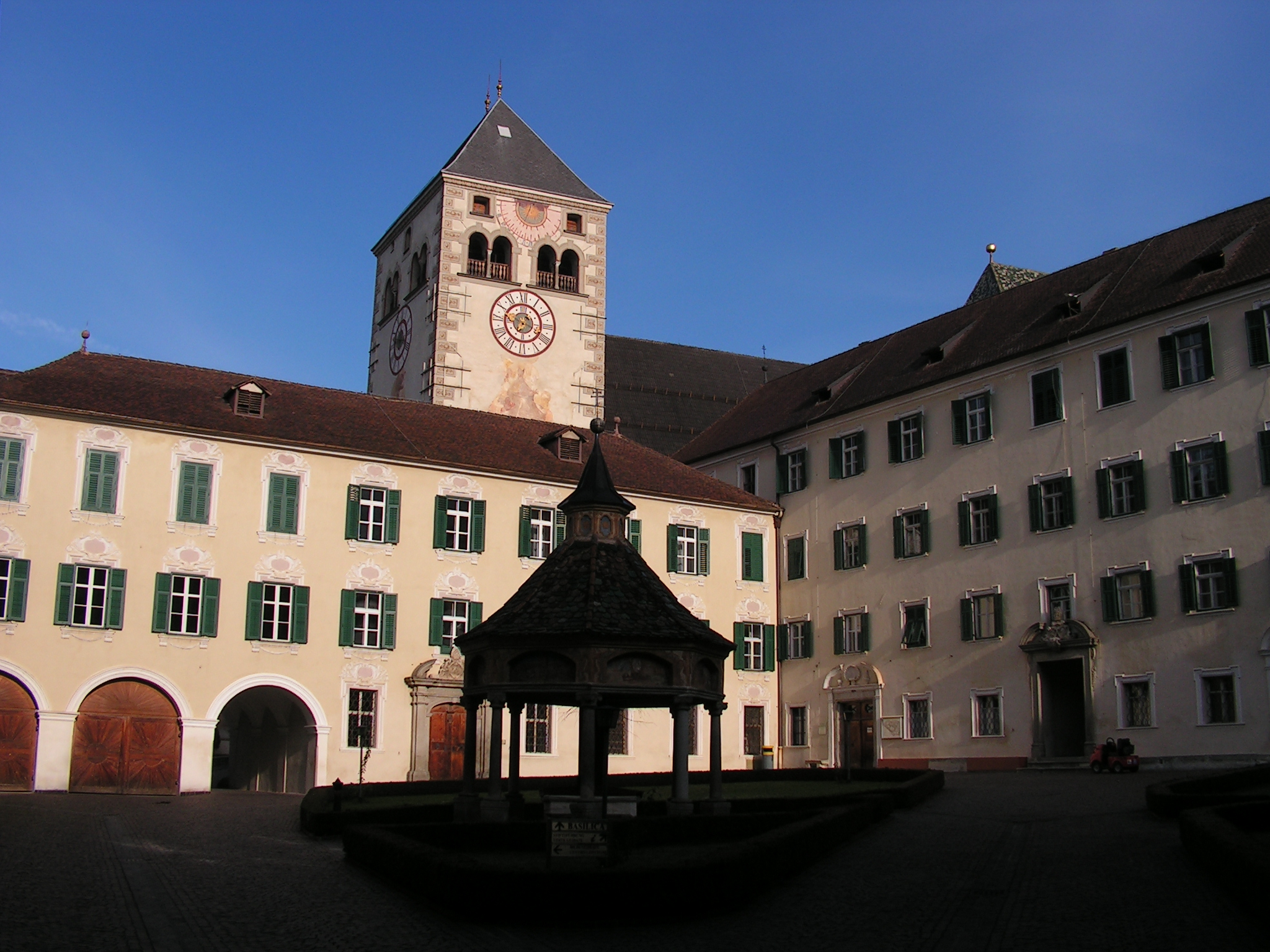
Tu đạo viện Novacella ở Vahrn.

Varna (tiếng Đức: Vahrn) là một đô thị ở Nam Tirol trong vùng Trentino-Nam Tirol của Ý, có vị trí cách khoảng 90 kilometres về phía đông bắc của thành phố Trento và khoảng 35 km về phía đông bắc của thành phố Bolzano.

## Địa lý
Vahrn giáp các đô thị: Brixen, Klausen, Franzensfeste, Natz-Schabs, Sarntal và Feldthurns.

## Các đơn vị cấp dưới (frazioni)
Đô thị Vahrn có các frazioni (các đơn vị cấp dưới, chủ yếu là các làng) Novacella (Neustift), Scaleres (Schalders) và Spelonca (Spiluck).